# Vougécourt
Vougécourt é uma comuna francesa na região administrativa de Borgonha-Franco-Condado, no departamento de Alto Sona. Estende-se por uma área de 8,88 km². Em 2010 a comuna tinha 151 habitantes (densidade: 17 hab./km²).